# Ngalawa
Ngalawa – tradycyjna łódź używana na wschodnim wybrzeżu Afryki (głównie Tanzania i Zanzibar).
Zasadniczy kadłub jest dłubanką, wykonany z jednego pnia drzewa, ociosanego z zewnątrz i wyżłobionego wewnątrz. Po obu stronach, na wysięgnikach zamontowano pływaki z desek, zwiększające stabilność łodzi. Napędzana za pomocą wioseł oraz trójkątnego żagla. Do sterowania używa się steru zawiasowego.
Łodzi tych używa się do rybołówstwa oraz do transportu osób i towarów na małe odległości.
Zasadniczą załogę stanowią dwie osoby. Jedna steruje, druga zaś przechodząc po wysięgnikach balastuje łódź.
Konstrukcja łodzi jest mieszanką z różnych stron świata. Dwustronne stabilizatory są wpływami indonezyjskimi, żagiel pochodzi z tradycji arabskiej, a ster zawiasowy, rzadko spotykany w dłubankach, ma chińską genezę.
Wymiary: Kadłub łodzi ma długość rzędu 5-6 metrów a szerokość około 0,5 metra. Szerokość łodzi z wysięgnikami wynosi około 5 metrów a zanurzenie 0,7 metra. Płócienny żagiel o powierzchni 30-40 metrów kwadratowych nadaje prędkość do 10 węzłów.

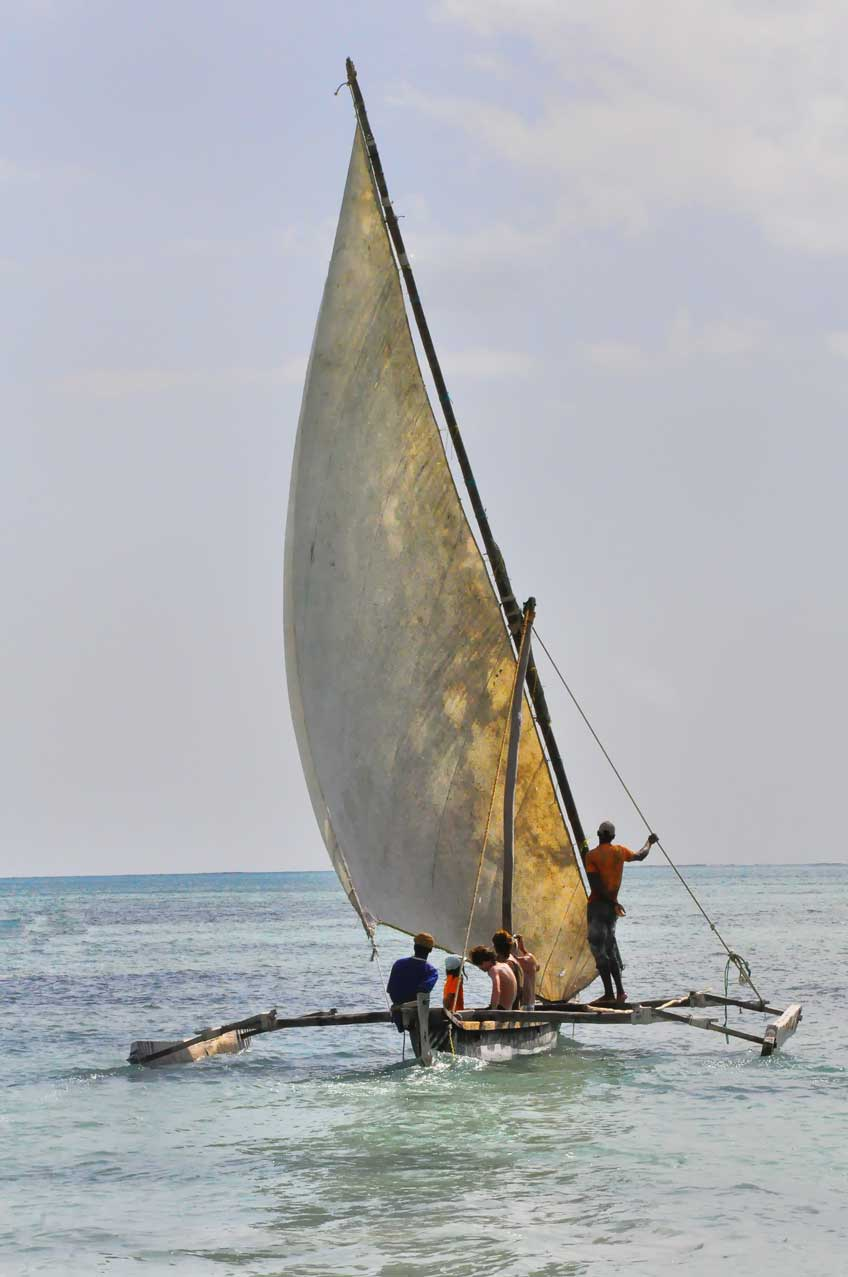
Ngalawa w Zanzibarze
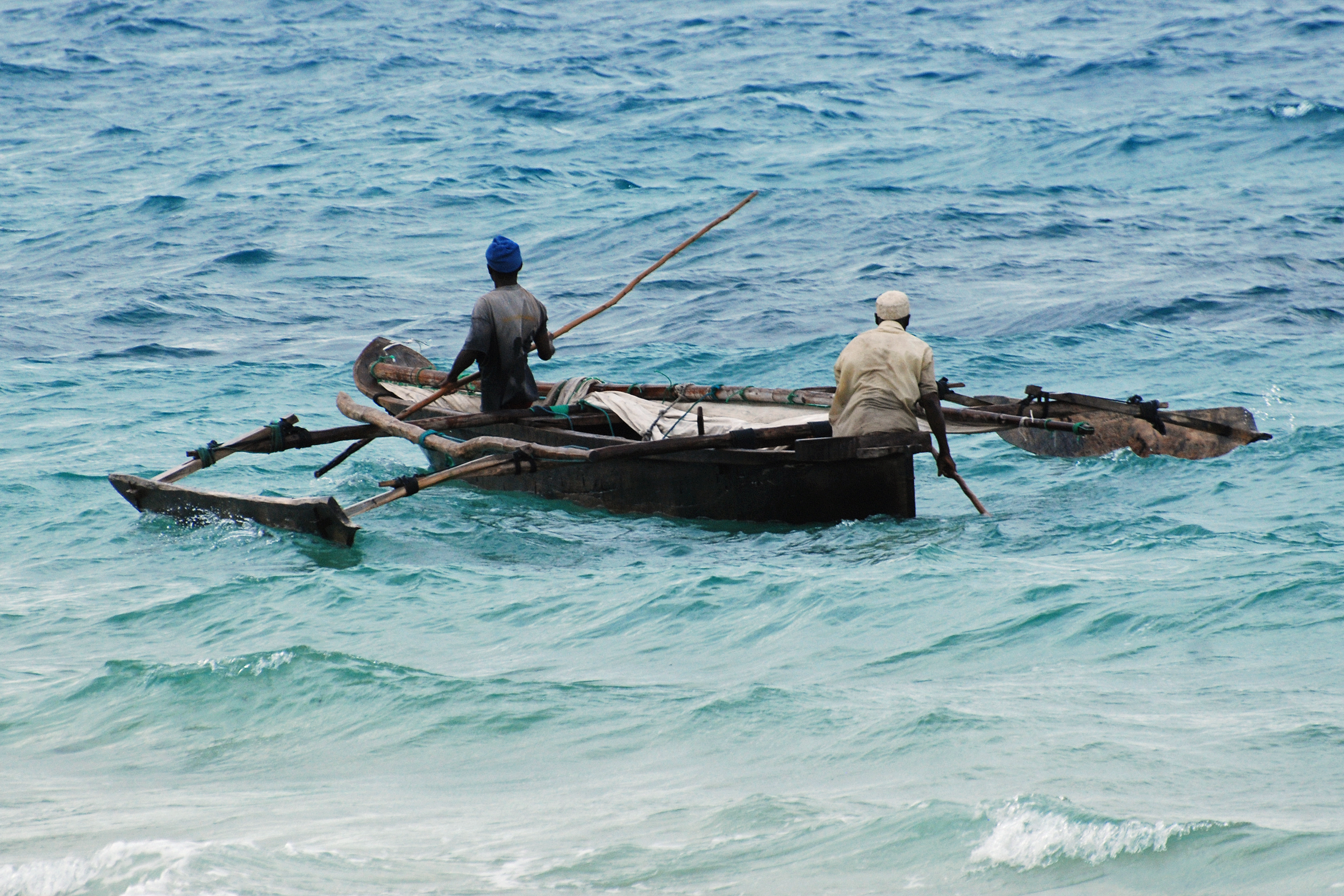
Ngalawa bez masztu i żagla
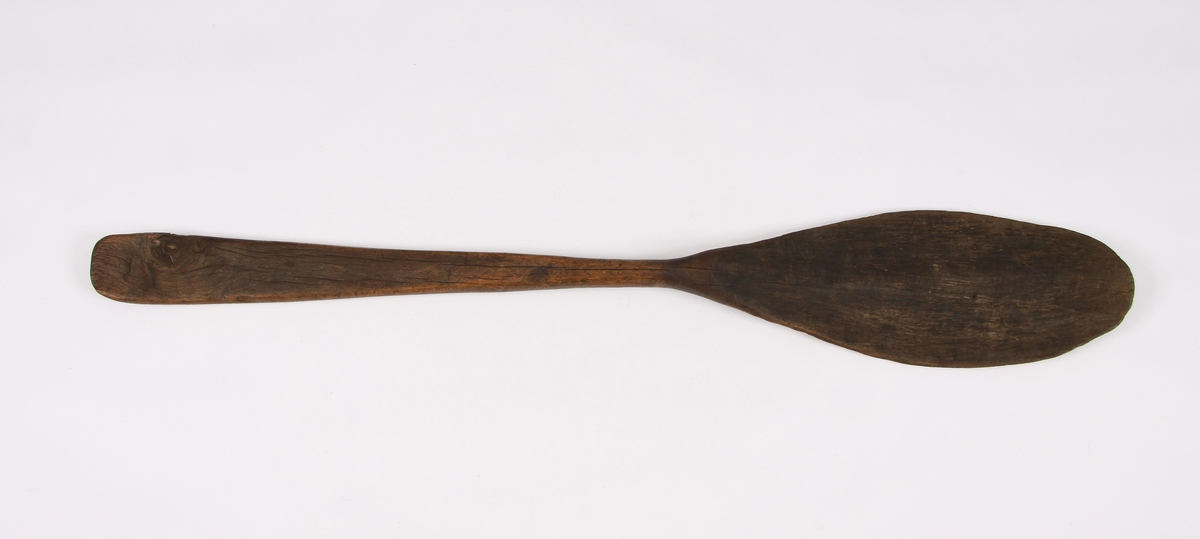
Wiosło używane na łodzi ngalawa
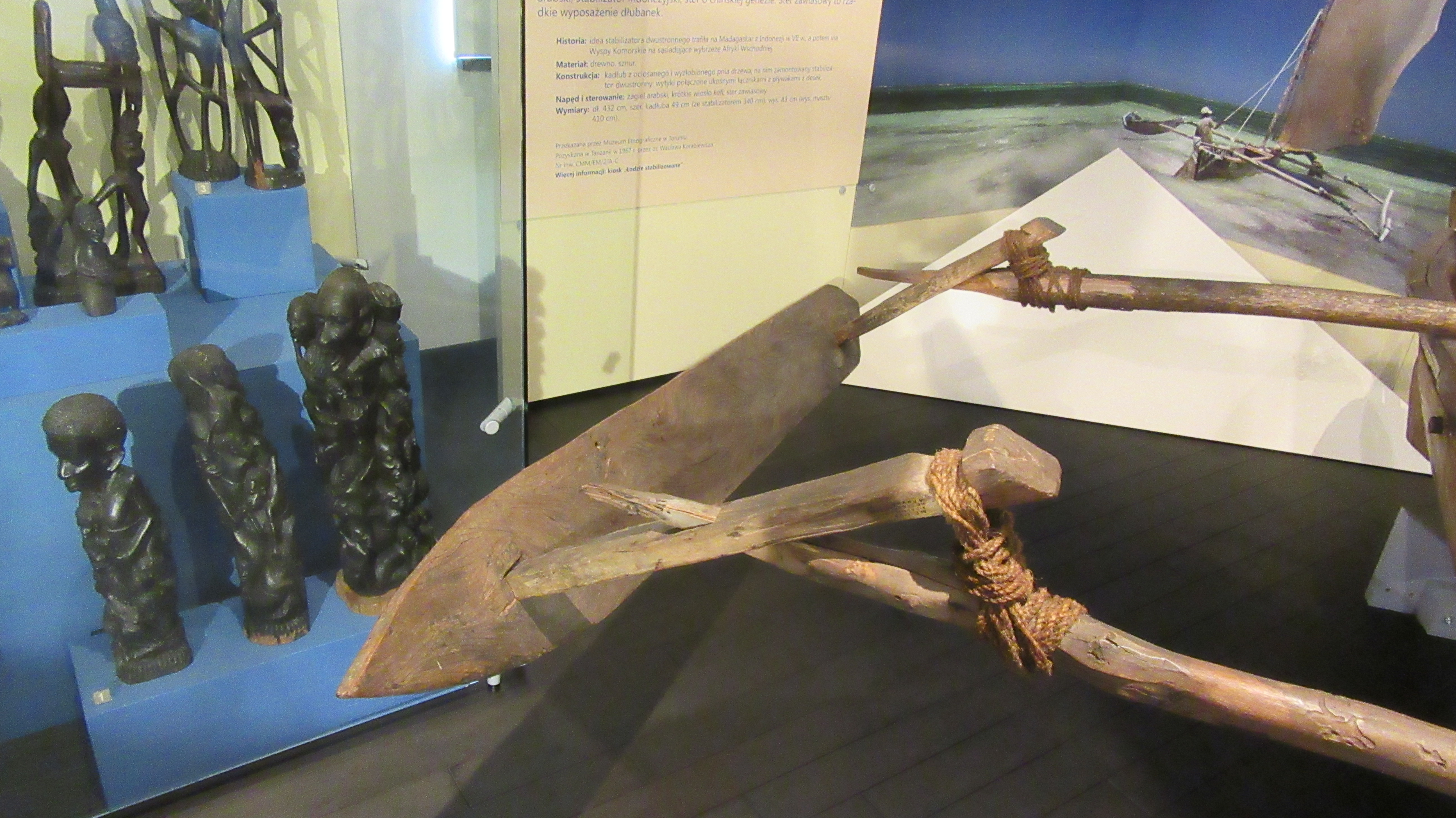
Element konstrukcyjny - mocowanie pływaka do wytyku
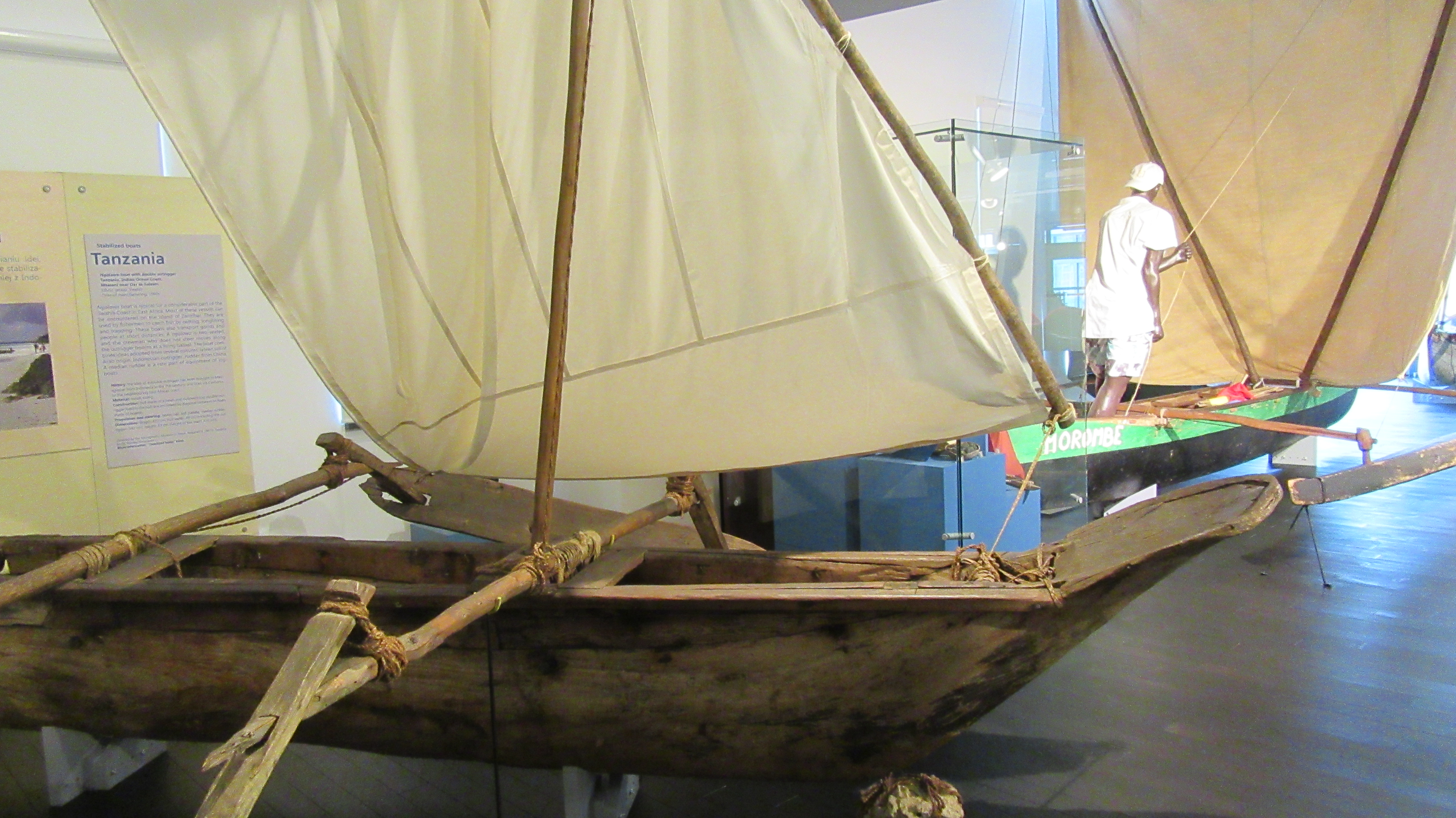
Przednia część łodzi ngalawa w Narodowym Muzeum Morskim w Gdańsku
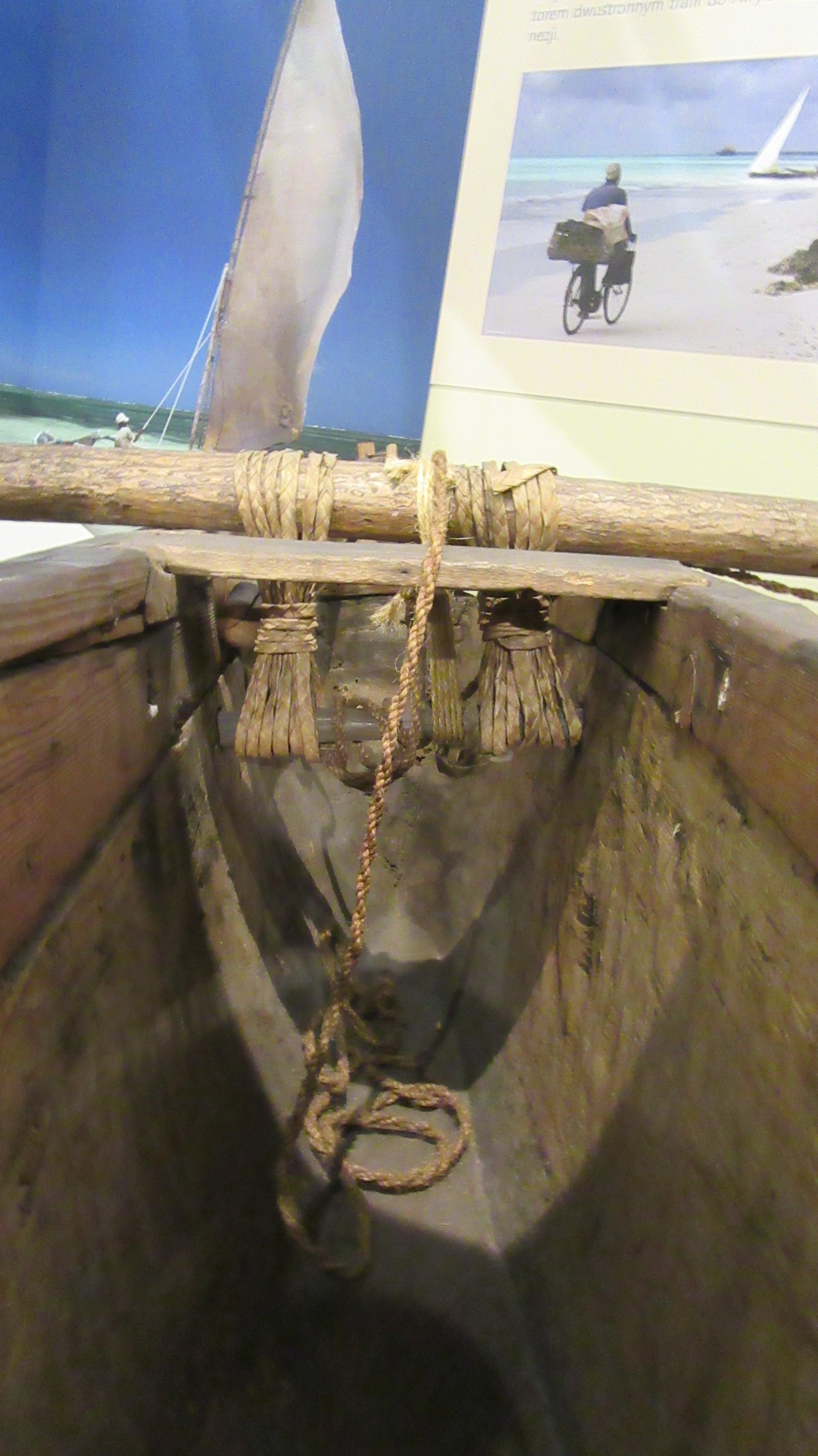
Mocowanie wytyku do kadłuba